# フランク・トリプカ
フランク・トリプカ（Francis Joseph Tripucka, 1927年12月8日 - 2013年9月12日）は、アメリカ合衆国ニュージャージー州ブルームフィールド出身のアメリカンフットボールの元選手。現役時のポジションはクォーターバック。アメリカンフットボール草創期にNFLやCFLでプレーした。息子はNBA・デトロイト・ピストンズでプレーしたケリー・トリピューカ。

## 大学
トリプカは、大学入学当初、シーズン無敗のノートルダム大学で、ハイズマン賞受賞者のジョニー・ルジャックの控え選手に甘んじた。新人の1945年は、1度のパス成功で19ヤード、2年生の1946年は、全米シャンピオンシップゲームで5回投げ、19ヤードのパスを1回通したのみに終わった。1947年もオールアメリカに選出されたルジャックの控えであったが、422パスヤード、3TD、1インターセプト、レイティング155.3を記録し、大学の全米チャンピオンに貢献した。
ルジャックの卒業に伴い、4年生でエースQBに昇格したトリプカは、660パスヤード、11TDを記録し、チームも9勝0敗1分と3年連続で無敗を記録した。チームは無敗ではあったものの、全勝のミシガン大学が1位となったため、全米チャンピオンとはならなかった。

## プロ生活

### NFL (1949-1952)
トリプカは、1949年のNFLドラフトでフィラデルフィア・イーグルスから1巡目全体9位の指名を受け、NFL入りし、プレシーズン中にデトロイト・ライオンズにトレードされた。ルーキーイヤーに4試合に先発し、9TD、14インターセプトを記録し、パンターとしても、28回キックした。2年目の1950年シーズン、シカゴ・カージナルスに移籍したトリプカは、5点ビハインドのレッドスキンズ戦でジム・ハーディに代わり出場し、4タッチダウン、1ラッシングタッチダウンを決める活躍をした。翌1951年シーズン、カージナルスで1試合先発、29回試投に留まり、1952年シーズンもダラス・テキサンズにトレード移籍するまでの6試合で12回試投するに留まった。移籍後の6試合のいずれも先発出場したが、3タッチダウン、17インターセプト、1勝5敗という低成績に終わった。シーズン終了後、テキサンズはトリプカを解雇し、トリプカはCFLのサスカチュワン・ラフライダーズに大型契約で移籍した。

### CFL・サスカチュワン・ラフライダーズ (1953-1959)
トリプカはCFLで8シーズンプレーした。1953年から1958年まで先発QBとしてサスカチュワンでプレーした後、1959年にはオタワ・ラフ・ライダーズにトレードされたが、すぐに解雇され、サスカチュワンに戻った。CFLではカナダ人以外の選手数が12人までに制限されており、トリプカがサスカチュワンに戻る時、その枠が埋まっていたため、試合に出場できないコーチとしてチームに戻ることとなった。しかし、シーズンの4試合目、所属していた3人のクォーターバックすべてが怪我で欠場し、クォーターバック不足に悩まされたチームは、シーズン最後の2試合でトリプカを先発させることを決意した。復帰第1戦は、19対20で敗れたものの、最終戦で17パスを成功させ、チームの勝利に貢献した。

### デンバー・ブロンコス (1960-1963)
1959年シーズン終了後、サスカチュワンから解雇されたトリプカは、引退状態にあったが、AFL発足に伴い、引退を撤回し、1960年に誕生したデンバー・ブロンコスに、長年の経験を買われ、エースQB候補として入団した。ブロンコスはCFL時代、トリプカとチームを共にしたフィルコックをコーチとして迎い入れた。
ブロンコスでの1年目の1960年シーズンは、リーグリーダーとなる34インターセプトを記録したが、3000ヤード以上のパスを成功させ、NFL、AFLを通じて初のシーズン3千ヤード以上のパスを成功させたQBとなった。また、AFL初のタッチダウンパスを含む24タッチダウンを記録した。
1961年シーズンは、11試合に先発し、1690パスヤード、10タッチダウン、21インターセプトを記録した。
1962年シーズンは、440試投240パス成功、2917パスヤードを記録し、試投、パス成功数、パスヤードでリーグリーダーとなった。このシーズンの第2週のバッファロー・ビルズ戦では、2000年シーズンにガス・ファーロットが462パスヤードを記録するまで38年間破られなかった、447パスヤードというチーム記録を樹立している。 このシーズン、17タッチダウン25インターセプトを記録し、現役生活唯一のAFLオールスターに選出された。
1963年シーズン、トリプカは2試合の出場に留まり、7パス31パスヤードに終わった。 

### CFL・サスカチュワン・ラフライダーズ (1963)
現役最後の1シーズン、トリプカはサスカチュワンに戻り、控え選手として、38パス、435ヤードを記録した。

### 引退後
トリプカは、15シーズンをプロをしてプレーした後、1963年シーズンをもって引退した。引退後、ブロンコスはエースQBとして創立直後のチームを支えたトリプカの背番号18を永久欠番とし、1986年にはデンバー・ブロンコスの殿堂入りを果たした。ブロンコスでは、パスヤード記録が評価されて、創立直後の名選手として扱われているが、タッチダウン数とインターセプト数を含めたパサーレイティングが重視される現代フットボールにおいて、インターセプト数がタッチダウン数よりも多いトリプカの記録は評価が低く、2010年には歴代ワースト選手の89位に選出されている。
2011年シーズン終了後、インディアナポリス・コルツで背番号18を背負い、第41回スーパーボウルを制覇したペイトン・マニングのブロンコスへの移籍話が持ち上がり、2012年3月9日、マニングがブロンコスに移籍した場合に、永久欠番である背番号18の着用を認めることをトリプカが表明した。2012年3月20日にマニングとブロンコスの契約が発表された際、ジョン・エルウェイ副社長が「チームがマニングのために、背番号を借りることを許可して頂いたことに感謝する。」とトリプカに対して感謝の意を表明した。マニングがブロンコスで第50回スーパーボウルを制覇し、4シーズンプレーし後、2016年3月7日に引退を表明し、デンバー・ブロンコスの背番号18は再び、トリプカの永久欠番となった。

## 人物
2013年9月12日、ニュージャージー州の自宅で、鬱血性心不全により死去した。享年85歳。